# Calle de la Diputación (Barcelona)
La calle de la Diputación es una calle del Ensanche de Barcelona. Recibe su nombre por la Diputación del General del Principado de Cataluña, que debe su origen a las cortes que, durante el reinado de Jaime I el Conquistador, se reunían convocadas como representantes de los estamentos sociales de la época. Aparece como la calle letra M en el Plan Cerdá. Su denominación actual ya aparece en la propuesta de rotulación de las calles del Ensanche que hizo el escritor, periodista y político barcelonés Víctor Balaguer. El nombre propuesto por Balaguer fue aprobado el 1 de enero de 1900. Es inmediatamente paralela a la calle del Consejo de Ciento (norte) y a la Gran Vía de las Cortes Catalanas (sur).